# Artur Marczewski
Artur Marczewski (* 3. August 1896 in Łódź; † im oder nach Januar 1945) war ein polnischer Fußballspieler.

## Fußball
Marczewski begann seine aktive Laufbahn bei Sturm Łódź. Seine erfolgreichste Zeit auf Vereinsebene hatte er zwischen 1919 und 1923 bei Polonia Warschau. Im Jahr 1921 wurde er mit dem Verein Vizemeister. Ebenfalls im Jahr 1921 lief er einmalig für Polen auf. Marczewski kam am 18. Dezember 1921 beim allerersten Länderspiel in der Geschichte der polnischen Fußballnationalmannschaft zum Einsatz. Die Partei endete mit einer 0:1-Niederlage in Budapest gegen Ungarn. Im Jahr 1927 beendete er seine aktive Laufbahn beim Klub Turystów Łódź.

## Nach der aktiven Karriere
Dem Fußball blieb Marczewski nicht ganz fern und er übte weiterhin eine Tätigkeit als Schiedsrichter aus. Während des Zweiten Weltkrieges arbeitete Marczewski im Auftrag eines deutschen Eigentümers als Werksverwalter in seiner Heimatstadt Łódź. Nach dem Einmarsch der Roten Armee im Januar 1945 verliert sich jede Spur von ihm.